# Streitkräfte von Nordmazedonien
Die Armee der Republik Nordmazedonien (bis 2019 Armee der Republik Mazedoniens) (mk. Армија на Република Северна Македонија, abgekürzt APCM) ist das Militär der Republik Nordmazedonien. Sie gliedert sich in ein Heer mit angeschlossenen Luftstreitkräften (Heeresflieger). Aufgrund der Binnenlage des Landes besteht keine eigenständige Marine.

## Allgemeines
Die nordmazedonischen Streitkräfte (bis 2019 Mazedoniens Streitkräfte) verfügen über einen Personalbestand von 9.000 aktiven Soldaten und 60.000 Reservisten. Im Jahr 2024 betrug der Verteidigungshaushalt 327 Mio. EURO, was 2,05 Prozent des Bruttoinlandsprodukts ausmacht.
Das Land ist Mitglied der NATO. Am 6. Februar 2019 unterzeichneten Außenminister Dimitrow und Vertreter der NATO-Staaten das Beitrittsabkommen. Nach der Ratifikation wurde Nordmazedonien am 27. März 2020 das 30. NATO-Mitglied. Ferner ist eine Mitgliedschaft in der OSZE gegeben und eine Mitgliedschaft in der EU angestrebt.
1992 zog sich im Zuge der Unabhängigkeit Mazedoniens (seit 2019 Nordmazedoniens) die Jugoslawische Volksarmee friedlich zurück, allerdings nahm sie ihre militärische Ausrüstung mit, so dass der neue Staat und seine Streitkräfte nur mit Handfeuerwaffen bewaffnet waren.
Im Ethnischen Konflikt 2001 mit den Albanern im Land, wurde Mazedonien (seit 2019 Nord Mazedoniens) von Bulgarien mit militärischer Ausrüstung unterstützt. Bulgarien schenkte Nordmazedonien 104 Panzer, gepanzerte Fahrzeuge sowie Artillerie.

### Modernisierung
Die nordmazedonische Armee plant, um die Interoperabilität mit den anderen NATO-Mitgliedern zu verbessern, die meisten ihrer noch aus Sowjet-Zeiten (bulgarische Bestände) stammenden gepanzerten Fahrzeuge zu ersetzen. Die BTR-70, BTR-80, BMP-2 und MT-LBs sollen durch 42 Stryker-Radschützenpanzer (in den Varianten M1126, M1130 u. M1129) und 96 leichte gepanzerte Fahrzeuge aus US-amerikanischer Produktion ersetzt werden.

### Liste der Chefs des Generalstabes
| Nr. | Name                                 | Beginn der Amtszeit | Ende der Amtszeit  |
| --- | ------------------------------------ | ------------------- | ------------------ |
| 13. | Generalmajor Sashko Lafchiski        | 18. August 2024     | -                  |
| 12. | Generalleutnant Vasko Gjurčinovski   | 18. August 2018     | 18. August 2024    |
| 11. | Generalleutnant Metodija Veličkovski | 18. August 2015     | 18. August 2018    |
| 10. | Generalleutnant Gorančo Koteski      | 18. August 2011     | 18. August 2015    |
| 9.  | Generalleutnant Miroslav Stojanovski | 6. Juli 2005        | 18. August 2011    |
| 8.  | Generalmajor Gjorgji Bojadžiev       | 12. März 2004       | 6. Juli 2005       |
| 7.  | General Metodi Stamboliski           | 19. September 2001  | 12. März 2004      |
| 6.  | General Pande Petrovski              | 12. Juni 2001       | 19. September 2001 |
| 4.  | Generalleutnant Jovan Andrevski      | 11. Februar 2000    | 12. Juni 2001      |
| 3.  | General Trajče Krstevski             | 20. Januar 1996     | 11. Februar 2000   |
| 2.  | Generaloberst Dragoljub Bocinov      | 3. März 1993        | 20. Januar 1996    |
| 1.  | Generalmajor Mitre Arsovski          | 16. März 1992       | 3. März 1993       |

## Gliederung
- Generalstab
  - Operationkommando

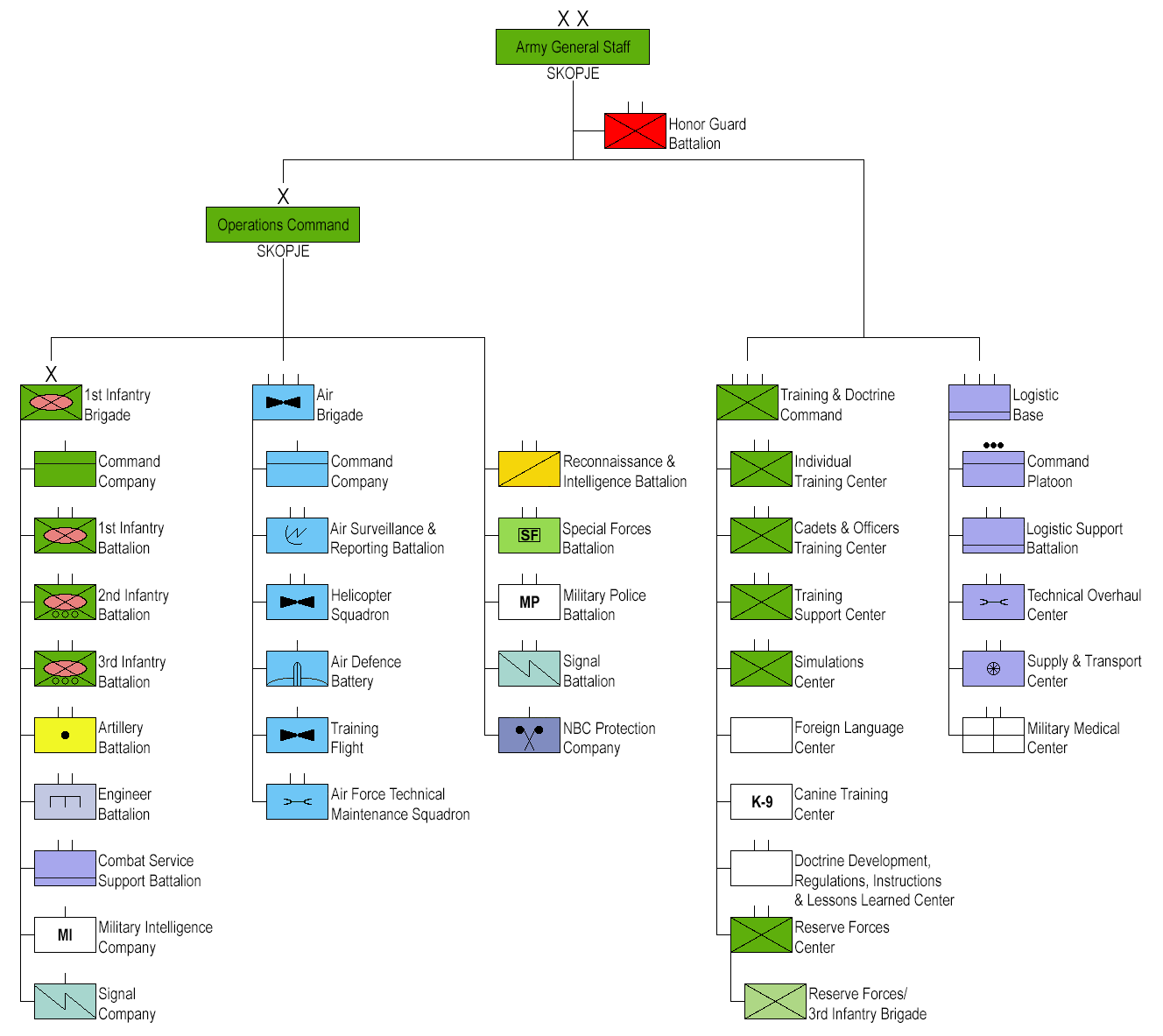
Organisationsstruktur der Nordmazedonischen Streitkräfte 2024.

    - 1. Mechanisierte Infanteriebrigade
      - Führungskompanie
      - Panzerbataillon „B“
      - 1. Infanteriebataillon
      - 2. Infanteriebataillon
      - 3. Infanteriebataillon
      - 4. Infanteriebataillon
      - Artilleriebataillon
      - Fernmeldekompanie
      - ABC-Abwehrkompanie

    - Heeresfliegerbrigade
      - Hubschrauberstaffel
      - Flugabwehrbataillon
      - Luftraumüberwachungsbataillon
      - Flugschule
      - Technische-Unterstützungstaffel

    - Pionierbataillon
    - Militärpolizei
    - Fernmeldebataillon

  - Ausbildungskommando
  - Gardebataillon
  - Zentrum für Elektronische Aufklärung

## Ausrüstung

### Gepanzerte Fahrzeuge
| Fahrzeug             | Bild               | Herkunft                        | Version                        | Anzahl      | Anmerkungen                                                                             |
| Kampfpanzer          | Kampfpanzer        | Kampfpanzer                     | Kampfpanzer                    | Kampfpanzer | Kampfpanzer                                                                             |
| -------------------- | ------------------ | ------------------------------- | ------------------------------ | ----------- | --------------------------------------------------------------------------------------- |
| T-72                 | Beispielbild       | Sowjetunion                     | T-72A                          | 31          | Abgabe aus Reservebeständen an die Ukraine im Rahmen des Russisch-Ukrainischen Krieges. |
| Schützenpanzer       |                    |                                 |                                |             |                                                                                         |
| BMP-2                | Beispielbild       | Sowjetunion                     | BMP-2BMP-2K                    | 1001        | Sollen durch Fahrzeuge aus US-amerikanischer Produktion ersetzt werden.                 |
| BTR-70               | Beispielbild       | Sowjetunion                     |                                | 57          | Sollen durch Fahrzeuge aus US-amerikanischer Produktion ersetzt werden.                 |
| BTR-80               | Beispielbild       | Sowjetunion                     | BTR-80A                        | 12          | Sollen durch Fahrzeuge aus US-amerikanischer Produktion ersetzt werden.                 |
| Gepanzerte Fahrzeuge |                    |                                 |                                |             |                                                                                         |
| MT-LB                | Beispielbild       | Sowjetunion                     |                                | 10          | Sollen durch Fahrzeuge aus US-amerikanischer Produktion ersetzt werden.                 |
| Saurer               | Beispielbild       | Österreich/ Griechenland        | Leonidas                       | 08          | ehemalige Fahrzeuge des griechischen Heeres                                             |
| TM-170 Hermelin      | Beispielbild       | Deutschland                     |                                | 89          |                                                                                         |
| M113                 | Beispielbild       | Vereinigte Staaten/ Deutschland |                                | 27          | ehemalige Fahrzeuge des deutschen Heeres – in Reserve                                   |
| Oshkosh JLTV         |                    | Vereinigte Staaten              | M1278A1/A2M1280A1/A2M1281A1/A2 | 38+         | weitere 58 Fahrzeuge geplant, Option auf weitere 152 Fahrzeuge                          |
| Stryker              | Beispielbild M1126 | Vereinigte Staaten              | M1126M1129M1130                |             | 42 Fahrzeuge geplant                                                                    |

### Artillerie und Mörser
| Fahrzeug              | Bild                                                                          | Herkunft              | Version               | Anzahl                | Anmerkungen                                                              |
| Mehrfachraketenwerfer | Mehrfachraketenwerfer                                                         | Mehrfachraketenwerfer | Mehrfachraketenwerfer | Mehrfachraketenwerfer | Mehrfachraketenwerfer                                                    |
| --------------------- | ----------------------------------------------------------------------------- | --------------------- | --------------------- | --------------------- | ------------------------------------------------------------------------ |
| BM-21                 | Beispielbild                                                                  | Sowjetunion           |                       | 06                    |                                                                          |
| M-63                  | Beispielbild                                                                  | Jugoslawien           |                       | 12                    |                                                                          |
| Haubitzen             |                                                                               |                       |                       |                       |                                                                          |
| M2A1                  | Beispielbild                                                                  | Vereinigte Staaten    |                       | 18                    | 105-mm-Feldhaubitze, Wird durch die Boran 105-mm-Feldhaubitze ersetzt    |
| OTO Melara Mod 56     | Beispielbild                                                                  | Italien               |                       | 18                    | 105-mm-Feldhaubitze – Status unklar                                      |
| M1938 (M-30)          | Beispielbild                                                                  | Sowjetunion           |                       | 108                   | 122-mm-Feldhaubitze – Status unklar                                      |
| MKE Boran             | MKE Boran bei der offiziellen Übergabe an die Streitkräfte von Nordmazedonien | Türkei                |                       | 6                     | 105-mm-Feldhaubitze, weitere 12 Geschütze bestellt – Ersatz für die M2A1 |
| Mörser                |                                                                               |                       |                       |                       |                                                                          |
| M52UB                 | Beispielbild                                                                  | Jugoslawien           |                       | 100+                  | 120-mm-Mörser                                                            |
| M69                   | Beispielbild                                                                  | Jugoslawien           |                       | 100+                  | 82-mm-Mörser                                                             |
| M57                   | Beispielbild                                                                  | Jugoslawien           |                       | 100+                  | 60-mm-Mörser                                                             |

### Panzerabwehr
- 57-mm-Panzerfäuste
- 82-mm-M60A-Panzerfäuste
- 9K11-Maljutka-Panzerabwehrlenkwaffen
- MILAN-Panzerabwehrlenkwaffen

### Flugabwehr
- 20-mm-M75-Flugabwehrkanonen
- 30-mm-RH-20-Flugabwehrkanonen
- 9K32 Strela-2-MANPADS
- 9K310 Igla-1-MANPADS

### Seefahrzeuge

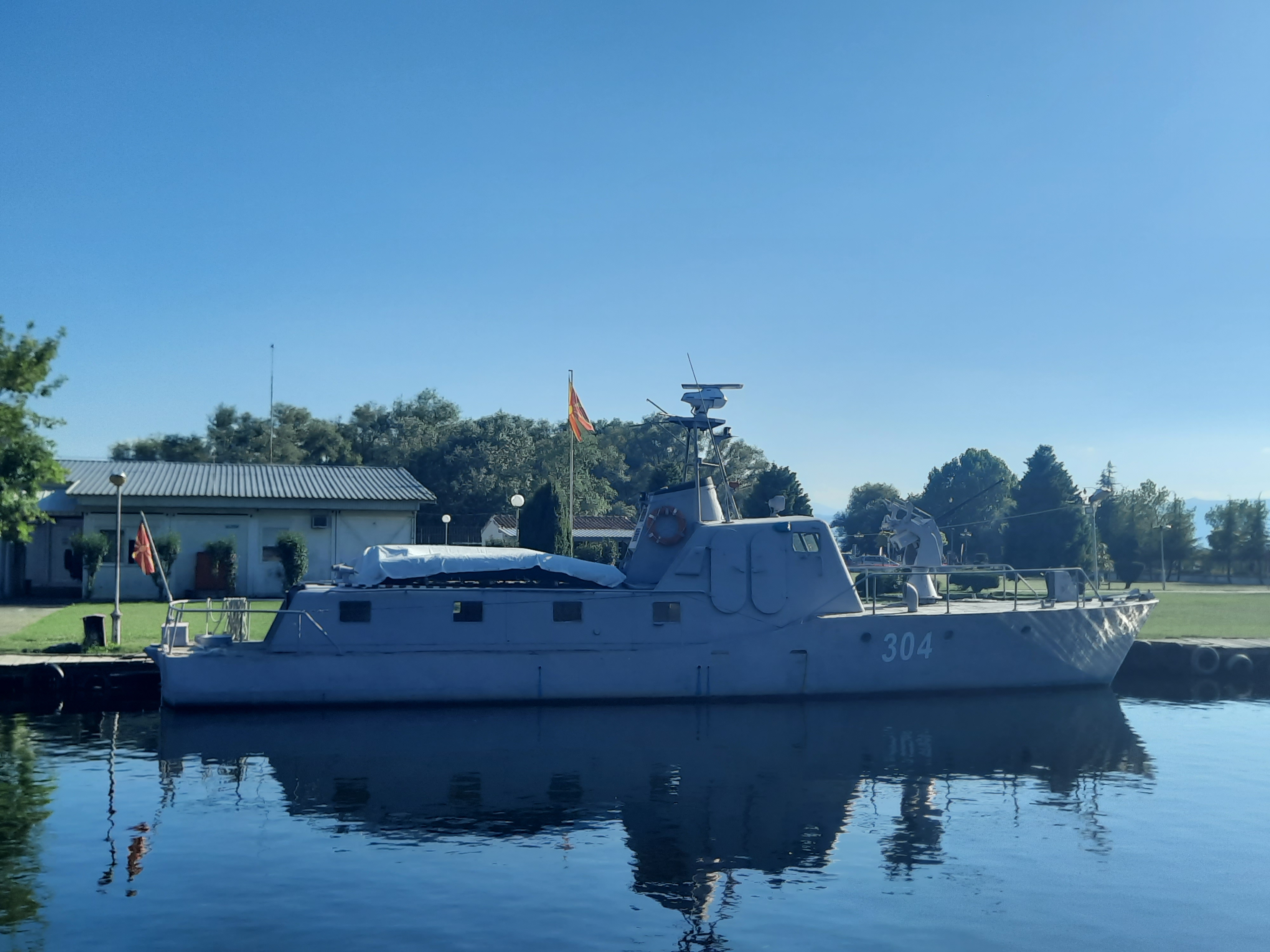
Wachboot der Botica-Klasse.

Zur Überwachung des Ohridsees werden 6 Wachboote verwendet.

### Luftfahrzeuge

Kokarde der nordmazedonische Heeresflieger

Die Heeresflieger betreiben 6 Flugzeuge und 14 Hubschrauber (Stand Ende 2024).
| Luftfahrzeuge        | Bild         | Herkunft           | Verwendung            | Version     | Aktiv     | Bestellt  | Anmerkungen                                                        |
| Flugzeuge            | Flugzeuge    | Flugzeuge          | Flugzeuge             | Flugzeuge   | Flugzeuge | Flugzeuge | Flugzeuge                                                          |
| -------------------- | ------------ | ------------------ | --------------------- | ----------- | --------- | --------- | ------------------------------------------------------------------ |
| Zlín Z-143           | Beispielbild | Tschechien         | Schulflugzeug         | Z-143L      | 1         |           |                                                                    |
| Zlín Z-242           |              | Tschechien         | Schulflugzeug         | Z-242L      | 5         |           |                                                                    |
| Hubschrauber         |              |                    |                       |             |           |           |                                                                    |
| AgustaWestland AW169 | Beispielbild | Italien            | Mehrzweckhubschrauber |             |           | 4         | Ersetzt die Mil Mi-8                                               |
| AgustaWestland AW139 | Beispielbild | Italien            | Mehrzweckhubschrauber |             |           | 4         | Ersetzt die Mil Mi-8                                               |
| Mil Mi-24            |              | Sowjetunion        | Kampfhubschrauber     | Mi-24V      | 4         |           | Wird durch die AW139 bzw. AW169 ersetzt, an die Ukraine verschenkt |
| Mil Mi-8             |              | Sowjetunion        | Transporthubschrauber | Mi-8MTMi-17 | 42        |           | Wird durch die AW139 bzw. AW169 ersetzt                            |
| Bell 206             | Beispielbild | Vereinigte Staaten | Schulungshubschrauber | Bell 206B-3 | 4         |           |                                                                    |

## Dienstgrade und Dienstgradabzeichen

### Offiziere
| Dienstgradgruppe        | Generale | Generale             | Generale     | Generale         | Stabsoffiziere | Stabsoffiziere | Stabsoffiziere | Subalternoffiziere | Subalternoffiziere   | Subalternoffiziere         |
| ----------------------- | -------- | -------------------- | ------------ | ---------------- | -------------- | -------------- | -------------- | ------------------ | -------------------- | -------------------------- |
| Schulterstücke          |          |                      |              |                  |                |                |                |                    |                      |                            |
| Dienstgrad              | General  | General potpolkovnik | Generalmajor | Brigaden general | Polkovnik      | Potpolkovnik   | Major          | Kapetan            | Porucznik (Поручник) | Podporucznik (Подпоручник) |
| Dienstgrad (Bundeswehr) | General  | Generalleutnant      | Generalmajor | Brigadegeneral   | Oberst         | Oberstleutnant | Major          | Hauptmann          | Oberleutnant         | Leutnant                   |
| NATO-Rangcode           | OF-9     | OF-8                 | OF-7         | OF-6             | OF-5           | OF-4           | OF-3           | OF-2               | OF-1                 | OF-1                       |

### Unteroffiziere und Mannschaften
| Dienstgradgruppe        | Unteroffiziere     | Unteroffiziere | Unteroffiziere        | Unteroffiziere           | Unteroffiziere                    | Mannschaften                                | Mannschaften   | Mannschaften |
| ----------------------- | ------------------ | -------------- | --------------------- | ------------------------ | --------------------------------- | ------------------------------------------- | -------------- | ------------ |
| Schulterstücke          |                    |                |                       |                          |                                   |                                             |                |              |
| Dienstgrad              | Zastavnik I klasa  | Zastavnik      | Postar vodnik I klasa | Postar vodnik            | Vodnik                            | Pomlad vodnik                               | Desetar        | Razvodnik    |
| Dienstgrad (Bundeswehr) | Oberstabsfeldwebel | Stabsfeldwebel | Hauptfeldwebel        | Oberfeldwebel/ Feldwebel | Stabsunteroffizier/ Unteroffizier | Stabskorporal/ Korporal/ Oberstabsgefreiter | Stabsgefreiter | Gefreiter    |
| NATO-Rangcode           | OR-9               | OR-8           | OR-7                  | OR-6                     | OR-5                              | OR-4                                        | OR-4           | OR-2         |

## Orden und Auszeichnungen
Für die Streitkräfte von Nordmazedonien wurden drei Regelwerke veröffentlicht, um Orden und Auszeichnungen zu verleihen. Das erste Regelwerk wurde am 24. Juli 2003 vom Präsidenten erlassen unter dem Службен 2003,45,46. Es beschrieb drei Plaketten und ein Abzeichen. Am 29. März 2012, zum 20. Jubiläum der Streitkräfte, wurde vom Präsidenten ein neues Regelwerk mit Службен 2012, 21–28 für die Streitkräfte erlassen. Das Regelwerk von 2012 hatte 12 Orden und Auszeichnungen. Am 3. Januar 2020 wurde ein neues Regewerk, Службен 2020, 2-10, vom Präsidenten erlassen, welches dem Namenswechsel von Republik Mazedonien zu Republik Nordmazedonien geschuldet war. Gleichzeitig wurde noch eine neue Plaquette und ein neues Abzeichen eigeführt.